# Siège de Maastricht (1579)
Pour les articles homonymes, voir Siège de Maastricht.
Guerre de Quatre-Vingts Ans
Batailles
- Chronologie de la guerre de Quatre-Vingts Ans
- Valenciennes
- Austruweel
- Rheindalen
- Heiligerlee
- Jemmingen
- Jodoigne
- Brielle
- 1er Flessingue
- Malines
- Goes
- Mons
- Haarlem
- 2e Flessingue
- Borsele
- Zuiderzee
- Alkmaar
- Leyde
- Reimerswaal
- Mook
- Lillo
- Zierikzee
- 1er Anvers
- 1er Bréda
- Gembloux
- Rijmenam
- 1er Deventer
- Maastricht
- 2e Bréda
- Açores
- 2e Anvers
- 3e Anvers
- Boksum
- Zutphen
- 1er Berg-op-Zoom
- Gravelines
- 3e Bréda
- 2e Deventer
- Groningue
- Huy
- 1er Groenlo1
- 2e Groenlo
- Turnhout
- Nieuport
- Ostende
- L'Écluse
- 3e Groenlo
- Saint-Vincent
- Gibraltar
- Saint-Vincent (1621)
- 2e Berg-op-Zoom
- 4e Bréda
- 4e Groenlo
- Matanzas
- Bois-le-Duc
- Abrolhos
- Slaak
- Maastricht
- 5e Bréda
- Cabañas
- Calloo
- Les Downs
- Saint-Vincent (1641)
- Hulst
- Cavite

Le siège de Maastricht, qui a lieu du 12 mars au 1er juillet 1579, est un épisode de la guerre de Quatre-Vingts Ans (1568-1648), au cours duquel s'affrontent les troupes d'Alexandre Farnèse, gouverneur général des Pays-Bas au nom de Philippe II, roi d'Espagne et souverain des Pays-Bas, aux insurgés de la ville de Maastricht, commandés par Sébastien Tapin, au nom des États généraux de l'union d'Utrecht et de Guillaume d'Orange, stathouder de Hollande et chef militaire de l'insurrection.
Le siège s'achève par la victoire de l'armée espagnole.

## Contexte

### Les Pays-Bas de Charles Quint à Philippe II
Les Dix-Sept Provinces des Pays-Bas sont un des héritages de Charles Quint, venu du duc de Bourgogne Charles le Téméraire. En 1549, Charles, qui est aussi roi d'Espagne et qui a été élu empereur en 1519, redéfinit le statut des Pays-Bas par la Pragmatique Sanction, qui en fait une entité séparée du Saint Empire, devant revenir à son fils Philippe, futur roi d'Espagne. 
En 1555, date de l'abdication de son père, Philippe II reçoit effectivement la couronne d'Espagne et les dix-sept provinces (ainsi que la Franche-Comté et le Milanais). Philippe II est représenté aux Pays-Bas par un gouverneur général, assisté par un Conseil d'État. Chaque province a une représentation (les États provinciaux), mais il existe aussi des États généraux des Pays-Bas. 

### Les débuts de la guerre d'indépendance (1566-1576)
Les tensions, politiques (rôle de la noblesse locale) et religieuses (problème du protestantisme), entre les élites néerlandaises et Philippe II, catholique intransigeant et tenant du pouvoir absolu des rois, aboutissent en 1566 à une crise (affaire du compromis des Nobles) et au début de la « révolte des Gueux », qui, en 1568, se transforme en guerre lorsque le prince Guillaume d'Orange, membre du Conseil d'État et leader de la noblesse néerlandaise, lance une offensive contre l'armée du duc d'Albe, gouverneur général depuis 1567. 
Cette offensive échoue, mais la guerre reprend en 1572 (prise de Brielle). L'insurrection s'installe solidement dans les provinces du nord, notamment la Hollande et la Zélande. Le duc d'Albe est remplacé en 1573 par don Luis de Requeséns, dont la mort (5 mars 1576) provoque une période d'anarchie, les soldats espagnols n'étant plus « tenus » (une « régence » est dévolue aux États généraux) : ils vont notamment attaquer la ville d'Anvers et la mettre à sac (7 novembre 1576), amenant les provinces à conclure la pacification de Gand (8 novembre), afin de mettre fin au danger que constituent les troupes espagnoles, en faisant abstraction des différends entre catholiques et protestants. 
C'est alors qu'est nommé un nouveau gouverneur général, don Juan d'Autriche, demi-frère de Philippe II, auréolé du prestige de sa victoire contre les Turcs à Lépante (1571). 

### Le gouvernorat de don Juan d'Autriche (1577-1578)
Le 7 janvier 1577, il signe et promulgue l'Édit perpétuel, concédant aux États généraux le départ des troupes espagnoles, ce qui lui permet d'être reconnu et d'entrer à Bruxelles. Mais les tensions réapparaissent rapidement, et il est obligé de quitter la capitale. 
Venu à Namur, il réussit à prendre le contrôle de la citadelle par un coup de main audacieux. Namur devient alors le centre d'un réduit loyaliste, les provinces de Namur et de Luxembourg, tandis que le reste du pays est (plus ou moins) acquis aux États généraux, qui offrent à l’archiduc Mathias, frère de l’empereur Rodolphe II, de devenir leur souverain à la place de Philippe. 
À la fin de l'année, des renforts espagnols arrivent d'Italie sous le commandement d'Alexandre Farnèse, petit-fils de Charles Quint, qui remporte une victoire à Gembloux (31 janvier 1578). L'offensive reprend dans le Brabant, mais les Espagnols sont vaincus à Rijmenam, près de Malines (août 1578). Don Juan se replie sur Namur où il meurt du typhus le 1er octobre. Alexandre Farnèse devient alors gouverneur général.

### Le gouvernorat d'Alexandre Farnèse (à partir d'octobre 1578)
Les tensions entre les provinces néerlandaises sont utilisées par Alexandre qui réussit à rompre l'unité (fragile) réalisée par la pacification de Gand : le 6 janvier 1579, l'union d'Arras est formée par les provinces les plus méridionales, catholiques, le comté d'Artois, le comté de Hainaut, ainsi que par le Douaisis et le Cambrésis, qui reconnaissent la souveraineté de Philippe II et l'exclusivité du catholicisme.
En réponse, le 23 janvier, est formée l'union d'Utrecht, qui réunit les provinces du nord, ainsi que la Flandre et le Brabant, contre la souveraineté de Philippe et pour la tolérance religieuse (mais de fait, les calvinistes y jouent un rôle essentiel).
Alexandre Farnèse décide alors de lancer une offensive à partir de la province de Luxembourg, en direction du nord. Le premier obstacle est la place de Maastricht, sur la Meuse (Maas).

## Le siège

### Mise en place (8-24 mars)
Le 8 mars, 20 000 Espagnols prennent position devant Maastricht défendue par 1 200 soldats et environ 6 000 miliciens, commandés par Sébastien Tapin (nl).
Les troupes espagnoles sont logées dans les villages environnants. Pour sa part, Farnèse s'installe au château Pietersheim. 
La ville est investie. 
Deux ponts de radeaux enjambant la Meuse facilitent les manœuvres de l'armée espagnole.

### Premiers affrontements (25 mars-8 avril)
Le 25 mars, Les Espagnols commencent à battre les murs avec des tirs d'artillerie et à creuser des galeries de mines. 
La résistance est acharnée. Les défenseurs creusent à leur tour des tunnels pour atteindre les mines espagnoles. Les galeries sont inondées et de nombreux Espagnols périssent noyés. D'autres sont asphyxiés par un feu allumé par les Néerlandais. 500 périssent encore dans l'explosion prématurée d'une mine. 
Des tours d'assaut sont construites. 
Le 8 avril, la ville est attaquée, mais les habitants (hommes et femmes) défendent vaillamment la place. Des pierres et toutes sortes de projectiles sont utilisées contre les assaillants. Tapin est grièvement blessé aux bras. L'attaque est repoussée et Alexandre Farnèse, retenu au lit avec une forte fièvre, réalise qu'il devient urgent de conclure. 
Les troupes de Jean de Nassau constituent une menace, tandis qu'il n'est pas prévu de recevoir de renforts espagnols. 

### La prise et le pillage de la ville (29 juillet-1er août)
Dans la nuit du 29 juillet les Espagnols pénètrent dans la ville alors que les défenseurs, épuisés se sont assoupis. 
La ville est pillée pendant 3 jours.

## Conséquences
La ville a subi de lourds dégâts pendant le siège. Il faudra des années pour la remettre en état. Le commerce n'en sortira que très économiquement affaibli. Maastricht restera espagnole jusqu'en 1632, lorsque Frédéric-Henri d'Orange-Nassau parviendra à la prendre après un siège de quarante jours. 
La guerre en Flandre se poursuit jusqu'en 1648, lorsque les Provinces-Unies, par le traité de Münster, accèdent enfin à l'indépendance.